# Daniel Aarão Reis
Daniel Aarão Reis Filho (Rio de Janeiro, 26 de janeiro de 1946) é um historiador brasileiro e professor titular de História Contemporânea na Universidade Federal Fluminense (UFF).

## Biografia
No final da década de 1960, Daniel Aarão participou da luta armada contra a ditadura militar, tendo integrado a direção do grupo que decidiu o sequestro do embaixador dos Estados Unidos no Brasil, Charles Burke Elbrick, em troca da libertação de 15 presos políticos.
Aarão formou-se em 1975 no curso de História na Universidade Paris VII, onde posteriormente obteve seu mestrado. De volta ao Brasil, desenvolveu seu doutorado na Faculdade de Filosofia, Letras e Ciências Humanas da Universidade de São Paulo (FFLCH) na Universidade de São Paulo (USP), onde defendeu sua tese As organizações comunistas e a luta de classes no Brasil em 1987.
Publicou diversos livros e artigos sobre a história da esquerda no Brasil e sobre a história da experiência socialista no século XX. Foi um dos fundadores do Partido dos Trabalhadores (PT) onde permaneceu até 2005, quando pediu sua desfiliação em meio ao escândalo do mensalão.